# Ламони (Ајова)
Ламони (енгл. Lamoni) град је у америчкој савезној држави Ајова. По попису становништва из 2010. у њему је живело 2.324 становника.

## Демографија
Према попису становништва из 2010. у граду је живело 2.324 становника, што је -120 (-4.9%) становника више него 2000. године.
| Група             | 2000.         | 2010.         |
| Белци             | 2.212 (90,5%) | 1.994 (85,8%) |
| Афроамериканци    | 72 (2,9%)     | 133 (5,7%)    |
| Азијати           | 39 (1,6%)     | 26 (1,1%)     |
| Хиспаноамериканци | 68 (2,8%)     | 104 (4,5%)    |
| Укупно            | 2.444         | 2.324         |